# Emil Smetánka
Ne pas confondre avec le cheval Smetanka.
Emil Smetánka ou Emilem Smetánkou, né le 14 octobre 1875 à Horní Krupá près de Havlíčkův Brod et mort le 6 janvier 1949 à Prague, était professeur de tchèque à l’université de Prague. Il fit ses études à Prague en tchèque, en allemand et en français. Après avoir effectué un séjour linguistique à Genève, il abandonna le français et il concentra son intérêt sur les langues tchèque et allemande.
Il fut élève de Jan Gebauer et son successeur au poste de professeur de tchèque à l’université de Prague après sa mort en 1907. Son œuvre scientifique fut entièrement sous l’influence de la rigueur et de la méthode de Jan Gebauer.  Il pensait continuer de publier le Dictionnaire historique de Jan Gebauer, mais il dut abandonner ce projet après avoir publié seulement deux cahiers, vu les lacunes dans le matériel de Gebauer, lacunes que seul Gebauer pouvait remplir.
Après la proclamation de la République tchécoslovaque en 1918, Emil Smetánka fut sollicité par différentes institutions publiques pour élaborer et codifier leur terminologie. Il créa ainsi la terminologie pour la Défense nationale. Il intervint également dans la langue de la médecine, discipline chère à son cœur. Il aida à créer la langue des lois et des traités. Pendant de nombreuses années, il fut membre de la commission pour la codification de la langue tchèque où il défendit les principes imposés par son maître, Jan Gebauer, c’est-à-dire privilégier la langue littéraire aux dépens des mots issus des dialectes.
Dans les dernières années de sa vie, il participa à l’édition du Dictionnaire de la langue tchèque qui était publié par l’Académie des sciences à partir de 1935.

## Biographies
- František Ryšánek, Za profesorem Emilem Smetánkou, Naše řeč, vol. XXXIII, Česká akademie věd a umění, Prague, 1949, p. 1-6. Disponible en ligne